# Třída Orca
Třída Orca je třída hlídkových a cvičných lodí kanadského královského námořnictva. Všech osm postavených plavidel je stále v aktivní službě.

## Stavba
Stavba šesti lodí, s opcí na další dvě, byla objednána v roce 2004. V následujícím roce byl dokončen projekt a zahájena stavba. Nakonec byla využita i opce. Třída se tak skládá z celkem 8 jednotek a byla do služby zařazena v letech 2006–2008. Postavila je kanadská společnost Vancouver Shipyards ve své loděnici v Esquimaltu v provincii Britská Kolumbie.
Jednotky třídy Orca:
| Jméno                 | Spuštěna       | Vstup do služby    | Status  |
| --------------------- | -------------- | ------------------ | ------- |
| HMCS Orca (PCT 55)    | 8. srpna 2006  | 9. listopadu 2006  | aktivní |
| HMCS Raven (PCT 56)   | 10. ledna 2007 | 15. března 2007    | aktivní |
| HMCS Caribou (PCT 57) | 2. května 2007 | 31. července 2007  | aktivní |
| HMCS Renard (PCT 58)  | 1. srpna 2007  | 13. září 2007      | aktivní |
| HMCS Wolf (PCT 59)    | 22. října 2007 | 29. listopadu 2007 | aktivní |
| HMCS Grizzly (PCT 60) | 14. února 2008 | 19. března 2008    | aktivní |
| HMCS Cougar (PCT 61)  | 28. srpna 2008 | 2. října 2008      | aktivní |
| HMCS Moose (PCT 62)   | 23. října 2008 | 27. listopadu 2008 | aktivní |

## Konstrukce
Trup lodí je z oceli. Na můstku jsou cvičná stanoviště vybavená moderními komunikačními prostředky, simulující obsluhu plavidel hlavních kategorií. Posádku tvoří pět námořníci a 16 kadetů. Lodě nenesou výzbroj, ale v případě potřeby mohou mít na přídi jeden 12,7mm kulomet M2 Browning. Pohonný systém tvoří dva diesely Caterpillar 3516B, každý o výkonu 2500 hp, pohánějící prostřednictvím dvou převodovek ZF 7550A dva lodní šrouby s pevnými lopatkami. Nejvyšší rychlost je více než 20 uzlů. Dosah je 660 námořních mil při rychlosti 15 uzlů.